# 永久合作架構

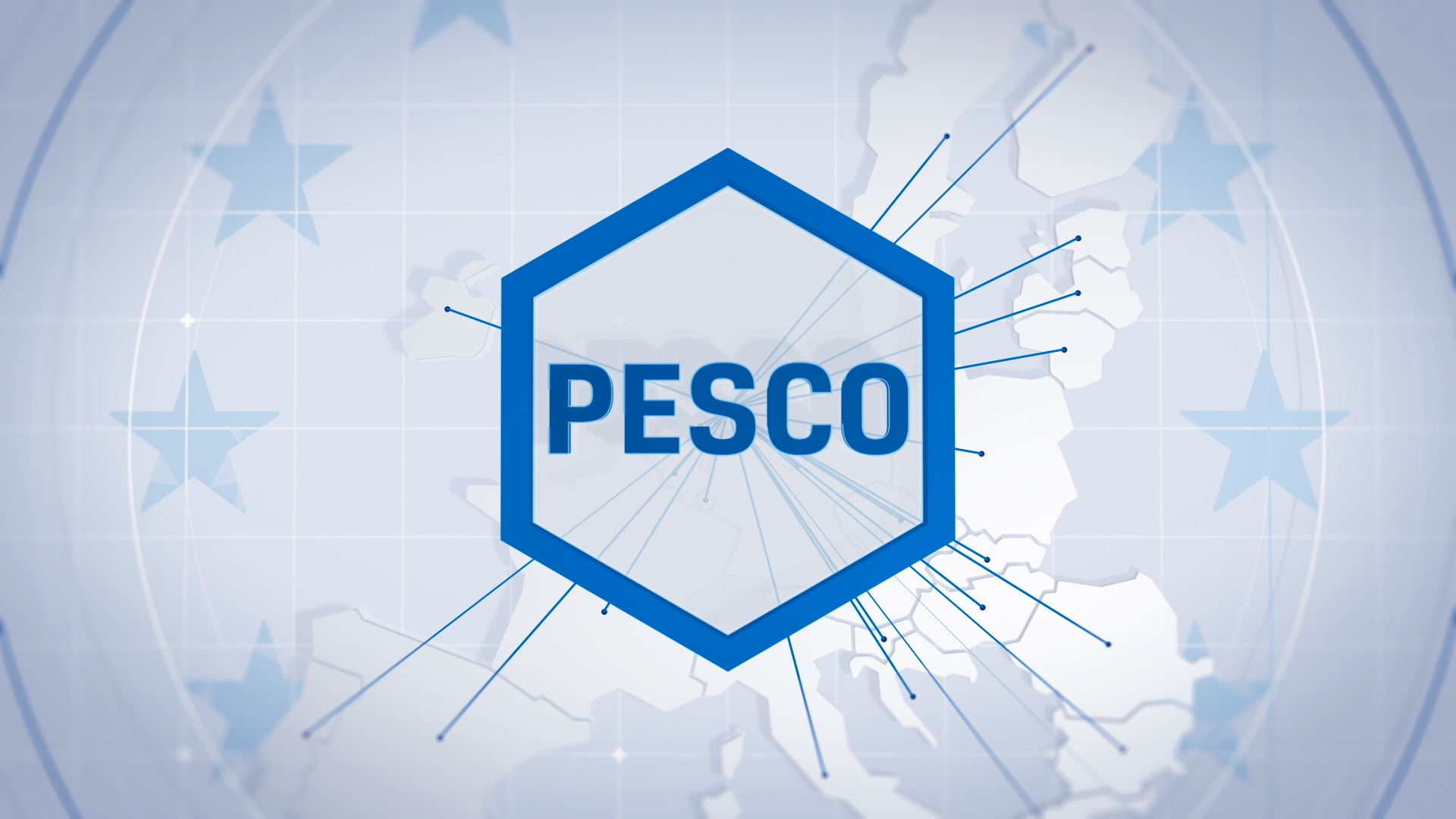
永久合作架構组织的图标

永久合作架構（英語：Permanent Structured Cooperation, PESCO）是歐盟共同安全和防衛政策（CSDP）之一，為歐盟現有27個成員國中的其中25個國家尋求軍事上所達成的合作架構。沒有加入此合作架構的歐盟成員國僅有丹麥和馬耳他。根據歐盟條約的第42.6條和議定書10章，透過2009年的《里斯本條約》，PESCO最早是在2017年啟動的。PESCO框架中的初步整合是2018年推出的一系列計劃。永久合作架構為歐盟形成了一個新的架構，連結了年度國防協調評估（CARD）及歐洲防務基金和軍事規劃和實施能力（MPCC）。
參與國將其意向通知理事會和高級代表，然後以大多數通過決定建立PESCO和確定參與成員國名單。任何符合條件並希望參與的其他成員國都可以按照相同的程序加入PESCO，但是在決定投票時只有已經屬於PESCO的成員國得以參與。如果參與國不再符合標準，其參與權將將予以暫停，並採用與接受新參與方相同的程序，但不包括有關國家參與投票程序。如果參與國希望退出PESCO，它只需要通知理事會。與參與者名單無關的PESCO問題的所有其他決定和建議，均須由參與國一致通過。
參與這個架構的25個成員國包括：奧地利、比利時、保加利亞、克羅地亞、塞浦路斯、捷克共和國、愛沙尼亞、芬蘭、法國、德國、希臘、匈牙利、愛爾蘭共和國、義大利、拉脫維亞、立陶宛、盧森堡、荷蘭、波蘭、葡萄牙、羅馬尼亞、斯洛伐克、斯洛文尼亞、西班牙和瑞典。
2017年9月7日，歐盟外交部長們達成在PESCO架構下推行10個先期項目的協議。該協議於同年的11月13日由28個成員國中的其中23個簽署。愛爾蘭和葡萄牙於2017年12月7日告知高級代表和歐盟理事會有關他們加入PESCO的意願，而PESCO在2017年12月11日獲得理事會決議批准後啟動。丹麥沒有加入，因為它沒有參與共同安全和防務政策。馬耳他同樣也選擇不加入，因為潛在的國家憲法問題。
PESCO與其他政策領域的加強合作相似，因類似的合作並不要求所有歐盟成員國都參與其中。

## 外部連接
- 永久合作架構（PESCO） （页面存档备份，存于）
- 共同安全和防衛政策（CSDP） （页面存档备份，存于）
- 國防協調評估（CARD） （页面存档备份，存于）
- 歐洲防務基金和軍事規劃和實施能力（MPCC） （页面存档备份，存于）。